# 渋沢栄一 (小惑星)
渋沢栄一（英語: 22453 Shibusawaeiichi）は、小惑星帯内を公転している小惑星の一つである。アマチュア天文家の円舘金と渡辺和郎が、1996年11月7日に北海道北見市で観測を行っていたときに発見された。太陽からの軌道長半径は約2.26 auで、約3.4年かけて軌道を公転している。Lightcurve Database (LCDB) ではフローラ族に分類されている。

## 名称
発見時に与えられた仮符号は 1996 VC9。固有名は Shibusawaeiichi で、これは明治時代から昭和時代にかけて活躍した日本の実業家である渋沢栄一に因んでいる。渋沢の出身地である埼玉県深谷市が街おこしの一環として郷土の偉人の名を小惑星に命名する取り組みが行われ、深谷市職員が交流のあった宇宙航空研究開発機構 (JAXA) の元職員を通じて、発見者の一人であり、1996 VC9 への命名権を持っている渡辺に命名を依頼した。それを快諾した渡辺は2020年4月に国際天文学連合に名称案を申請し、国際天文学連合の小天体の固有名に関するワーキンググループ (WGSBN) が2021年9月2日に公開した「WGSBN Bulletin」にて Shibusawaeiichi という固有名が正式に承認された。